# Nicolae Vicol
Nicolae Vicol (n. 17 martie 1861, Piatra-Neamț, Neamț, România – d. 15 noiembrie 1936) a fost un medic militar român cu gradul de general. A fost unul dintre cei mai de seamă medici ai Armatei României și a condus în Primul Război Mondial Serviciul Sanitar al Marelui Cartier General. A organizat de asemenea serviciul sanitar civil și militar din Basarabia. De numele său se leagă, în perioada interbelică, realizări notabile în domeniul organizării activității de balneo-climatologie din România.
A studiat medicina la Facultatea de Medicină din Iași și apoi la Facultatea de Medicină București. Ca student a participat în războiul sârbo-bulgar, din 1885, după care a fost decorat. În 1909, a devenit locotenent-colonel și a fost transferat la Ministerul de Război, fiind ulterior numit general. Împreună cu generalul dr. Constantin Papilian, inspectorul general al armatei, a reușit să pună bazele medicinei militare științifice.
După ce a fost trecut în rezervă în anul 1921, a desfășurat o bogată activitate în domeniul organizării activității de balneo-climatologie din România. În perioada 1928-1930 a fost inspector general balneoclimateric în Ministerul Sănătății și Prevederilor Sociale. Ca medic civil, începând din anul 1922, s-a evidențiază prin înființarea (împreună cu A. Theohari) a Societății de Hidrologie Medicală și Climatologie, al cărei președinte a fost timp de zece ani. Astfel, de numele doctorului Nicolae Vicol se leagă o seamă de realizări notabile privitoare la dezvoltarea balneologiei românești. A fost președinte al Societății de Hidrologie și Climatologie Medicală și al Societății de Istorie a Medicinei și a fost de asemenea membru de onoare al Societății de Hidrologie medicală din Paris (1930).
Drept recunoaștere a meritelor sale deosebite au fost ridicate 2 busturi turnate în bronz care să-l comemoreze. Unul este așezat la Spitalul Militar din București, iar celălalt la Băile Herculane, în centrul istoric al stațiunii. Tot la Băile Herculane, în centrul nou al stațiunii, un parc a primit numele său (Parcul Vicol). O stradă din București și alta din Iași îi poartă numele.

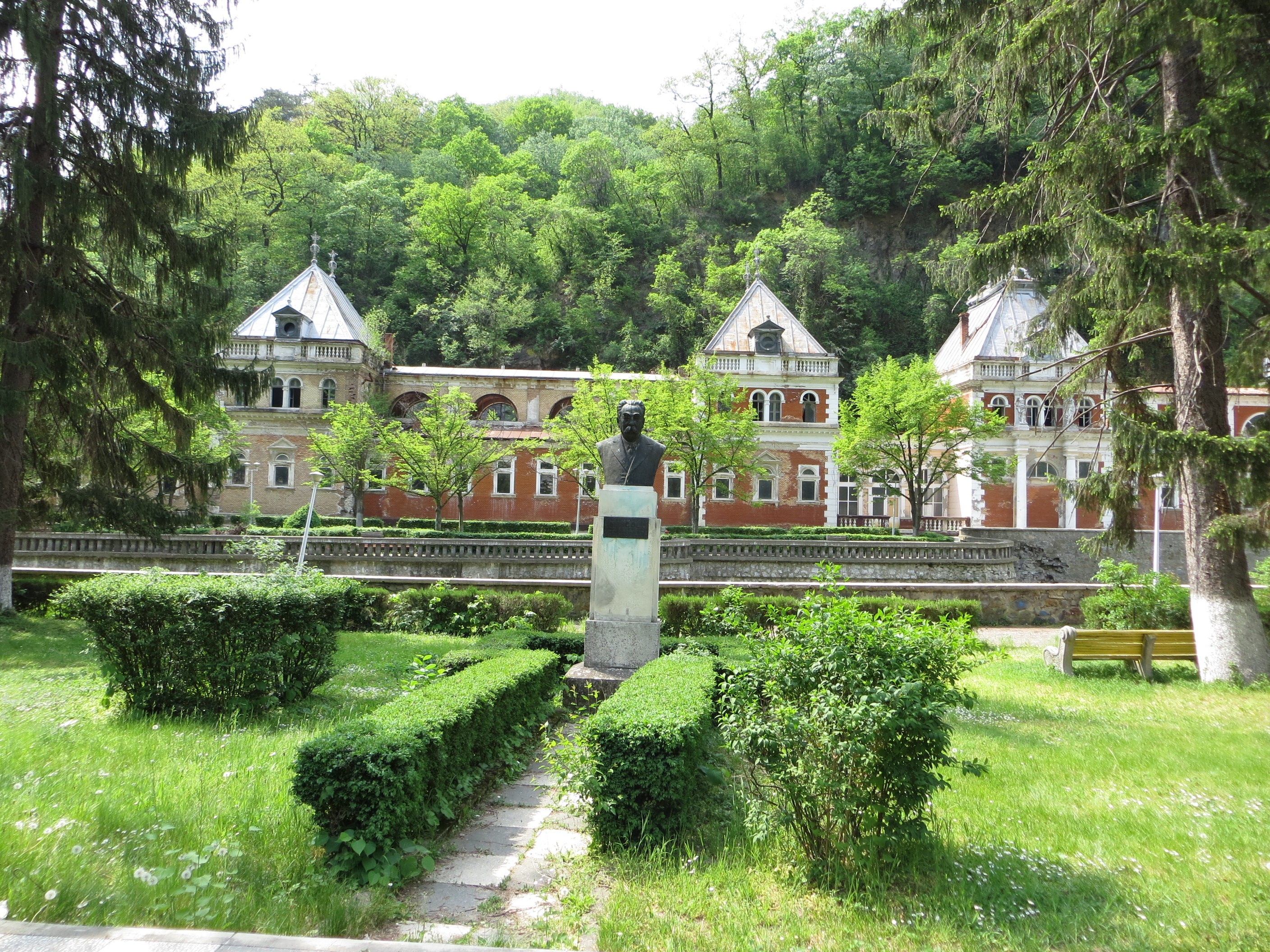
Bustul generalului Nicolae Vicol de la Băile Herculane

## Lucrări publicate
- Vicol, N. Cartea de aur a ofițerilor sanitari și personalului, morți pentru patrie, 1916-1920. București, Cultura, 1920
- Vicol, N. Istoria serviciului sanitar român de război. Vol. I-II, București, Cultura, 1936
- Vicol, N. Studii preliminare asupra serviciului sanitar român de război pe timpul de la marele Carol Davila pînă la mobilizarea de la 14 august 1916. București, Cultura, 1934